# Augustine
De Augustine is een vulkaan in Alaska met een hoogte van 1282 meter die deel uitmaakt van de vulkanische boog der Aleoeten en daarmee van de Ring van Vuur. De vulkaan was onder meer actief in 1812, 1883, 1935, 1963-64, 1976 en 1986. De uitbarsting van 1883 veroorzaakte een tsunami die met een hoogte van 9 m de stad Port Graham trof.
De vulkaan dankt zijn naam aan James Cook, die hem in 1778 ontdekte op de feestdag van St. Augustine (26 mei).